# Vsevolod Emilevitch Meyerhold

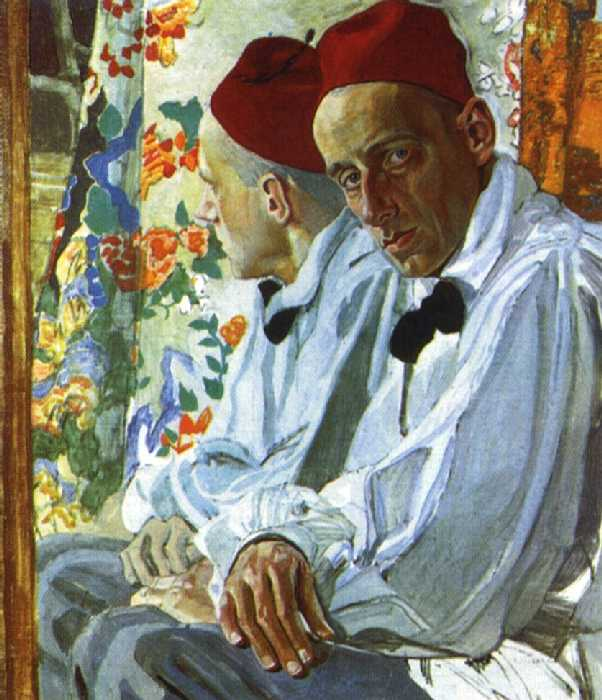
Meyerhold
Quadro de Alexander Y Golovin (1917).

Vsevolod Emilevich Meyerhold (em russo Всеволод Эмильевич Мейерхольд) Penza, Rússia 28 de janeiro de 1874 - 2 de fevereiro de 1940), nascido de Karl Kazimir Theodor Meyerhold e mais conhecido apenas por Meyerhold ou Meierhold, foi um grande ator de teatro e um dos mais importantes diretores e teóricos de teatro da primeira metade do século XX. Fez parte do Teatro de Arte de Moscou.
Executado sumariamente pela ditadura stalinista, sob a acusação de trotskismo e formalismo. Os seus trabalhos artísticos e escritos estiveram banidos até 1955, quando foi reabilitado pela corte suprema da antiga URSS.
Entre 1898 e 1902 participa do Teatro de Arte de Moscou, como um dos principais atores da companhia de Stanislavsky e Vladimir Nemirovich-Danchenko. Em 1905 dirige por um ano o Estudio de Teatro, um anexo do Teatro de Arte de Moscou (TAM), a convite do próprio Stanislavsky. Durante sua vida artística experimenta várias formas de teatro, sendo mais conhecido pelos exercícios de intepretação da sua biomecânica e por seu trabalho de experimentação teatral, influenciando os principais encenadores do século XX.

## Biografia
Vsevolod Meyerhold estuda direito, mas em 1896 deixa a escola de direito e entra no Instituto Dramático-Musical da Filarmônica de Moscou, dirigida por Vladimir Nemirovich-Danchenko. Em sua primeira peça no TAM, interpreta Treplev em A Gaivota de Anton Pavlovitch Tchékhov.
Depois de desentendimentos com Stanislavsky sobre as técnicas teatrais, Meyerhold deixa o Teatro de Arte de Moscou e funda sua própria companhia, a Companhia de Artistas Dramáticos Russos, na província de Kherson, Rússia.
Em 1906, a atriz Vera Kommissarzhevskaia funda seu teatro em São Petersburgo e convida Meyerhold para dirigir. Lá ele encena A Pequena Barraca de Alexander Blok entre outras produções. Em 1908 Meyerhold foi convidado para dirigir o Teatro Imperial em São Petersburgo. Permaneceu lá pela década seguinte, encenando peças e óperas.
Com a Revolução Russa de 1917, Meyerhold rapidamente se junta ao Partido Comunista e em 1920, foi apontado como o responsável pela divisão teatral do People's Commissariat for Education. Nos primeiros anos comunistas, Meyerhold encena várias produções notáveis incluindo a primeira produção de Mistério Bufo de Mayakovsky em (1918).
No começo de 1922, Meyerhold encena várias produções construtivistas famosas, incluindo O Cornudo Magnífico de Fernand Crommelynk e A Morte de Tarelkin de Alexander Sukhovo-Kobylin. Em 1923, Meyerhold tinha sua própria trupe em Moscou, e encenou produções inovadoras de clássicos e novos trabalhos.
Talvez as mais conhecidas dessas produções foram The Mandate de Nikolai Erdman (1925), Almas Mortas de Nikolai Gogol (1926), e O Percevejo de Vladimir Mayakovsky (1929). Em meados da década de 1930, as implacáveis experimentações de Meyerhold já não eram mais convenientes. Seu teatro foi arduamente criticado e então fechou em 1938. Meyerhold foi preso em 1939 e assassinado a tiros na prisão em 1940.

## "O teatro e a convenção" (1907)
Nesta obra Meyerhold afirma que o teatro de Moscovo manteve-se um "teatro intimista", mostrando-se incapazes de aumentar o repertório e o público.
O teatro desagregou-se em tragédia e comédia enquanto o teatro antigo era único e, para o autor, isto é impedimento de um renascimento de um teatro para todos. 

## Produção
O ápice das pesquisas ensejadas por Vsevolod Meyerhold foi a teoria que denominou de biomecânica, recurso que, de maneira genérica, transformava o corpo do ator em uma ferramenta, um títere a serviço da mente. As atuações pelo método da biomecânica possuíam movimentos amplos, exagerados (mas não supérfluos) e tensos, incrivelmente tensos. A capacidade comunicativa dos gestos e expressões, ou seja, a linguagem corporal, dentro da biomecânica, subjugou a linguagem oral a ponto de muitas entonações serem feitas de forma quase que inflexível.
Dentro da biomecânica o cinético e o estático têm valores semelhantes, tal qual nos teatros populares nipônicos. E o corpo do ator é entendido como mais um objeto de cena, portanto sua disposição em relação ao cenário tem importante papel como elemento de comunicação visual. Por essas razões, outros elementos típicos do teatro de Meyerhold, como a iluminação, cenário e figurino estilizados e antinaturalistas são essenciais para o perfeito funcionamento da biomecânica.
Pretende assegurar ao ator o pleno domínio do que expressa. O ator biomecânico é um artista que exercita a agilidade do corpo de do raciocínio, otimismo e felicidade.
O cineasta, ex-aluno e amigo de Meyerhold, Sergei Eisenstein, utilizou a técnica da biomecânica em seus filmes Ivan, o Terrível Parte I e Ivan, o Terrível Parte II.
Em 15 de Junho de 1924 produziu Give us Europe, aos moldes do "Living Newspaper"

## Estilização
Segundo Meyerhold estilização era "evitar a reprodução precisa do estilo de uma época ou de um acontecimento determinado, próprio da fotografia. O conceito de estilização deve estar indissoluvelmente unido a ideia de convencionalismo, da generalização, do símbolo. Estilizar uma época ou um acontecimento significa colocar em relevo, com todos os meios expressivos a síntese de uma época ou de um acontecimento determinado; significa reproduzir os traços característicos escondidos, como resultam no estilo velado de fundo de certas obras de arte. (1998, p. 140) ". Este princípio da estilização que serve de fundamento, inicialmente, para as pesquisas cenográficas do Teatro Estúdio em 1905 e que acabará por se constituir no traço distintivo do "teatro da convenção" reconhecido na sua fase simbolista.
Para Meyerhold, o teatro não tem de representar necessariamente a realidade, mas sim uma realidade alternativa. Em "Escritos sobre o teatro" ((1971-1972), compara o teatro a um quadro: quando se olha para um quadro este é entendido como a representação de uma realidade alternativa e não a realidade em que se está inserido, e é assim que deve ser entendido o teatro. 
Não há a necessidade de ilusão e o ator não precisa de trazer para palco situações do seu dia-a-dia, pois através do estado físico o ator chega ao psicológico.

## Multimídia
- «Filmes russo fotos e trechos de obras Confissão antes do tiroteio. A tragédia de Vsevolod Meyerhold»